# یواس‌اس کرتس (اف‌افجی-۳۸)
یواس‌اس کرتس (اف‌افجی-۳۸) (به انگلیسی: USS Curts (FFG-38)) یک کشتی بود که طول آن ۴۵۳ فوت (۱۳۸ متر), در کل بود. این کشتی در سال ۱۹۸۲ ساخته شد.